# Tutelo
El tutelo, també conegut com a tutelo-saponi, és un membre de la branca de Virgínia de llengües siouan que es parlava originalment en el que és ara Virgínia i Virgínia Occidental, així com en viatges posteriors dels parlants a través de Carolina del Nord, Pennsilvània, Nova York, i finalment, Ontario.
L'últim parlant nadiu de pura sang, Nikonha, va morir en 1871 a l'edat de 106, però se les hi va arreglar per ensenyar unes 100 paraules de vocabulari a l'etnòleg Horatio Hale, qui el va visitar a la reserva Sis Nacions de Grand River d'Ontario l'any anterior. Tanmateix, el coneixement de la llengua i la gramàtica va ser preservat per descendents de barreja tutelo i cayuga a Grand River ben entrat el segle xx, i fou recollida per Hale i altres estudiosos com John Napoleon Brinton Hewitt, James Owen Dorsey, Leo J. Frachtenberg, Edward Sapir, Frank Speck, i Marianne Mithun.

## Documentació
Hale va publicar una breu gramàtica i vocabulari en 1883, i confirmà que es tractava d'una llengua siouan fent comparacions amb el dakota i l'hidatsa. El seu entusiasme per la recerca d'una antiga llengua dakota que s'havia parlat a Virgínia, conservada en una reserva iroquesa a Ontario, era considerable. Prèviament, l'única informació registrada de la llengua havia estat una breu llista de paraules i frases recollides pel tinent John Fontaine a Fort Christanna en 1716, i alguns termes variats registrats per fonts colonials com John Lederer, Abraham Wood, Hugh Jones, i William Byrd II. Hale va assenyalar el testimoni de l'historiador colonial Robert Beverley, Jr. que el dialecte presumiblement relacionat de l'Occaneechi era usat com a lingua franca per totes les tribus de la regió de qualsevol tronc lingüístic, i era coneguda pels caps, "conjuradors", i religiosos de totes les tribus, que fins i tot el van utilitzar en les seves cerimònies, igual que els sacerdots europeus utilitzaven el llatí. La gramàtica de Hale també va assenyalar altres comparacions amb llatí i grec antic en termes de la naturalesa clàssica de la rica varietat de temps verbals tutelo a disposició del parlant, incloent el que ell va assenyalar com a verb perfet 'aorist' acabat en "-wa".
James Dorsey va recollir extenses mostres de vocabulari i de gramàtica en la mateixa època que Hale, igual que Hewitt uns anys més tard. Frachtenberg i Sapir els van visitar en la primera dècada de la dècada de 1900 i van trobar només un grapat de paraules encara recordades per uns pocs cayuga d'ascendència tutelo. Speck va fer molta feina de camp en la preservació de les seves tradicions en la dècada de 1930, però va trobar que quedava por de la parla. Mithun va aconseguir reunir un grapat de termes encara recordats el 1980.
La llengua tutelo preservada per aquests esforços es creu que ha estat mútuament intel·ligible, sinó idèntica, amb la parla d'altres grups sioux de Virgínia com les confederacions monacan, Manahoac i Nahyssan, així com les subdivisions d'occaneechi, saponi, etc.
En segle XXI hi ha hagut un interès, especialment entre els descendents d'aquests grups nadius originals, en la contemporània revitalització de la llengua.

## Gramàtica
Pronoms personals independents, recollits per Dorsey, són: 
- 1st sing. - Mima (jo)
- 2nd sing. - Yima (tu)
- 3rd sing. - Ima (ell, ella, allò)

El pronom Huk "tot" pot ser afegit per formar els plurals Mimahuk "nosaltres" i Yimahuk "vosaltres", mentre "ells" és Imahese.
En les conjugacions verbals, els pronoms subjectes estan representats per diversos prefixos, infixos, o sufixos, en general de la següent manera: 
- 1r sing. - Ma- o Wa- (o -ma-, -wa-)
- 2n sing. - Ya- (-ya-)
- 3r sing. - (nul; no afixos, verb simple)
- 1r plur. - Mank- o Wa'en- (prefix només)
- 2n plur. - Ya- (-ya-) + -pui
- 3r plur. - --hle, -hne.

Un exemple donat per Hale és el verb Yandosteka "estimar", on l'infix apareix entre yando- i -steka:
- Yandowasteka, Jo estimo
- Yandoyasteka, Tu estimes
- Yandosteka, Ell o ella estima
- Mankyandosteka, Nosaltres estimem
- Yandoyastekapui, Vosaltres estimeu
- Yandostekahnese, Ells estimen.

L'última forma inclou la forma de sufix addicional que expressa literalment el temps progressiu. També hi ha classes 'estatives' dels verbs que tenen els afixos pronoms 'passius' (mi- o wi-, yi-, etc.) com a subjectes.
Es poden trobar aspectes addicionals amb la utilització d'altres sufixos que inclouen -ka (passat), -ta (futur), -wa (aorist o perfecte), -kewa  (passat perfecte), i -ma  (pretèrit plusquamperfet). Les regles per a la combinació d'aquests sufixos amb paraules en vocals finals són una mica complex.